# 매쿤다 층
매쿤다 층(Mackunda Formation)은 오스트레일리아의 퀸즐랜드에 위치한 지층으로, 지질연대는 백악기 전기이다. 밑으로는 윈턴 층이 퇴적되어있다. 이곳에서 조각류공룡인 무타부라사우루스(Muttaburrasaurus)가 산출되었다.